# 2037 Tripaxeptalis
2037 Tripaxeptalis је астероид главног астероидног појаса чија средња удаљеност од Сунца износи 2,301 астрономских јединица (АЈ).
Апсолутна магнитуда астероида је 13,5.